# Meló d'Ontinyent

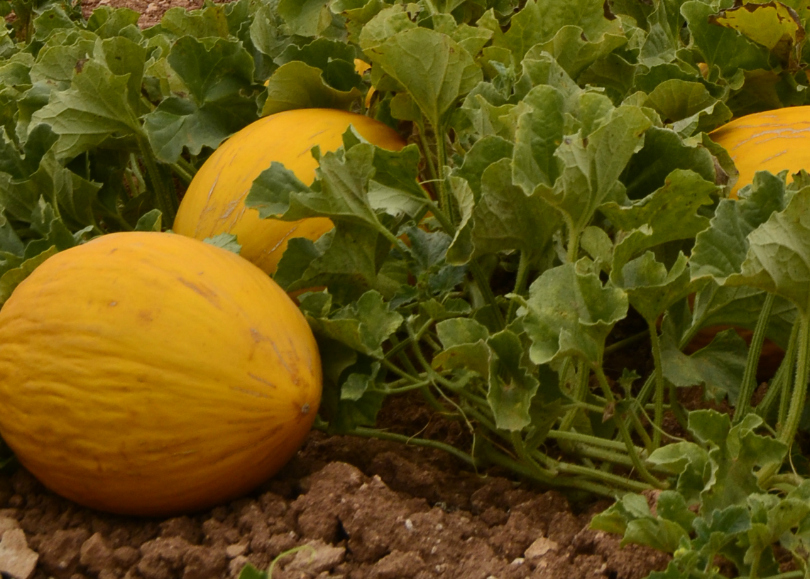

El meló d'Ontinyent, meló d'or o meló groc és una varietat de meló autòctona de la ciutat d'Ontinyent. Es cultiva des de fa més de set-cents anys al terme de la localitat, i es caracteritza per ser un meló groc de carn compacta, dolça i blanca, amb un equilibrat contingut en sucres.
La popularitat del meló que malgrat la seva llarga història gastronòmica va minvar-se a la fi del segle passat. Va caldre unes recerques per identificar i conservar llavors col·lectats prop dels darreres productors. L'analisi va detectar que el meló té unes característiques genètiques excepcionals aconseguides després de més de set segles de conreu ininterromput durant els quals ha mantingut la seua puresa, segons han avalat estudis científics realitzats per l'Institut de Conservació i Millora de l'Agrodiversitat Valenciana (COMAV).
La creació d'un segell de qualitat «Meló d'Or d'Ontinyent» el 2012 que implica el respecte d'un plec de condicions, va contribuir al seu renaixement. El 2012 hi havia només un productor, un any després ja n'hi van haver set i la producció va duplicar. A poc a poc comença a tornar a ser reconegut a restaurants prestigiosos.

## Història

### Antecedents: de 1424 alseglexvii
El conreu documentat del meló es remunta a principis del segle xv, però es considera molt anterior a pesar de l'absència de documentació seriada a l'Arxiu Municipal d'Ontinyent. Ja al primer llibre de calònies (o multes), que correspon a 1424, apareix documentada la producció de melons de tot l'any. Al segle xv, la producció del meló es dona a horts tancats de la perifèria de la vila i als de diferents partides del terme, com a Agrillent, Cantamilans i al Llombo. A més, es produïa als camps de secà, on resulta més difícil de documentar atés el costum de practicar el policultiu. A més, al llarg dels segles xvi i xvii la producció de meló d'or estava orientada de manera molt evident al consum local i l'autoabastiment dels llauradors i hereters ontinyentins.

### Bot qualitatiu:seglexviii
La situació canvia ostensiblement al segle xviii quan hi ha informació major i més detallada. En un dels banquets que relata la Rondalla de rondalles del frare Lluís Galiana (Ontinyent, 1740-1771), s'hi esmenta: «treren per postres meló i figues». La qual cosa ens permet verificar que era un producte consumit habitualment en la dieta dels ontinyentins del set-cents. Això ho corroboren algunes dades extretes de contractes de mitgeria. En un dels contractes, corresponent a l'heretat de Morera i redactat el 1763, es comprova l'obligació del mitger de haser dos anegadas de melones tanto de agua como de todo el año. Això ens permet de constatar, a més, que les denominacions populars de les varietats esmentades tenen caràcter històric. Antoni Cavanilles, per altra banda, remarca la producció de melons, junt a l'horta d'Elx. La quantifica en 1795 en 270.000 unitats (ó 22.500 dotzenes, segons reflecteix l'il·lustrat), una quantitat molt considerable.

### Època contemporània: els melons d'Or de Penadés i la difusió internacional del producte
A partir de l'època contemporània, el conreu del meló de tot l'any a la ciutat d'Ontinyent es basava en una producció de caràcter industrial, com indica la Topografia médica d'Ontinyent de 1916. També es recull la presència del meló de tot l'any a la llista de preus dels articles de consum, la qual cosa constata que els melons de tot l'any eren de comercialització habitual. És molt rellevant, per les dades aportades, la relació realitzada en 1934 pels ontinyentins Jaime Miquel, llicenciat en Ciències, Farmacia i Lleis, i per Antonio Torró Om, professor i doctor en Filosofia i Lletres: 
| « | A principios de siglo, el inteligente agricultor Juan Penadés Morán envió a los barones de Goya Borrás, que residían en Paris, y de una de cuyas fincas, la Baronía, era aquel mediero, un regalo de melones, de la clase selecta que aquel mediero acababa de cultivar en la finca. Resultaron de tan exquisito gusto que los barones regalaron algunos a sus amistades y todos propusieron el que se trajeran luego todos los años a Paris. El primer punto de envio fue un hotel de la capital francesa; luego el señor Penadés trató el negocio con un comerciante de frutas y concertaron el envio anual de 20.000 melones. Ahí comenzó esta hermosa exportación. Los melones son en verdad excelentes de oro, como aquí se les llama, no solo por su color amarillo y forma regular, sino más bien por su gusto exquisito. Los hijos del Señor Penadés Morán y ahora también sus nietos, Micó Penadés, llevan adelante el negocio, con otros comerciantes de Onteniente. Se mandan melones Oro a todas partes; la cosecha se recoge en agosto, pero resiste bien hasta Noviembre y más. […] La familia Penadés ha habido año que ha producido medio millón de melones. También el señor Simó los produce en gran cantidad, y en pequeñas cantidades, todo Onteniente. Las cantidades que se producen y exportan de guisantes corren también parejas con las de melones. Ambas cosechas se hacen en secano. (…)”. | » |

La iniciativa de Joan Penadés Moran va assolir entitat suficient com per explicar la seua participació en l'Exposició Regional de 1909, a València, i en la Exposición Franco-Española de Saragossa de 1908, on a més va obtenir la medalla d'or i diploma d'honor. A més a més, era proveïdor de la Casa Reial.
Fins a mitjans del segle XX el meló d'ontinyent era conegut fora de les fronteres, com il·lustra l'anècdota de Winston Churchill, amant conegut de la bona taula. A la Càmara dels Comuns britànica en el transcurs d'una discussió sobre l'abast o la gravetat de l'evacuació de Dunkerque per les tropes britàniques i franceses el 1940, Churchill hauria reaccionat davant una acusació velada de covardia de les tropes britàniques, tot dient «El soldat imperial és tan bo o millor que els melons d'Ontinyent» (els golden melons)». Feia referència a la reputació que tenien al mercat de Covent Garden de Londres, on l'empresa dels descendents de Joan Penadés tenia una parada. L'anècdota acredita la seva fama com producte de luxe o de gourmet, oferit als mercats més exclusius. La guerra civil, la segona guerra mundial i l'aïllament consecutiu de l'Espanya en cerca d'autarquia, l'estandardització de l'agricultura i la seva producció de masses són probablement factors que van contribuir a la deperdició d'especialitats regionals i locals. Des de l'inici del segle xxi, la demanda creixent de productes «diferents», locals, el moviment de l'ecoturisme i la sensibilitat per al quilòmetre zero semblen donar noves oportunitats i varietats oblidades des de fa temps tornen a ser de moda.